# Sanaz Toossi
Sanaz Toossi es una dramaturga y guionista estadounidense. Su obra English ganó el Premio Pulitzer de Teatro en 2023.

## Trayectoria
De ascendencia iraní, Toossi nació en el condado de Orange, California, después de que su madre emigrara a los Estados Unidos tras la Revolución iraní.Tras licenciarse en la Universidad de California, Santa Bárbara,se graduó en el Tisch School of the Arts en 2018.
Sus obras están basadas en sus experiencias personales y las de su familia.En 2020 ganó el Premio Steinberg de Teatro y el Premio de la Fundación Laurents/Hatcher. Su obra English sobre la experiencia de cuatro mujeres emigrantes que están aprendiendo una lengua nueva al tiempo que pierden la propia,recibió el premio Lucille Lortel en 2022.Ese mismo año también obtuvo el Premio Horton Foote del Dramatists Guild of America, así como el premio a la mejor obra revelación americana de los Premios Obie.En 2023 fue ganadora del Premio Pulitzer de Teatro.

## Obras

### Como dramaturga
- English (2022).
- Wish You Were Here (2022).[12]

### Como guionista
- A League of Their Own (2022).[13]
- Five Women.[13]
- Invitation to a Bonfire.[13]